# Ermengarda Blanka
Ermengarda Blanka (Ermengarde-Blanche; o. 1018. – 18. 3. 1076.) bila je plemkinja iz kuće Ingelger te je znana kao Blanka Anžuvinska.
Njezini roditelji su bili Fulk III., grof Anjoua i njegova žena, Hildegarda od Sundgaua.
Blankin je prvi muž bio grof Gotfrid II. od Gâtinaisa. Ovo su njihova djeca:
- plemkinja Hildegarda, žena Joscelina I. Courtenayskog
- Gotfrid III. Anžuvinski[3]
- Fulk IV. Anžuvinski[4]

Blanka je imala još jednog muža. To je bio princ Robert I. Burgundski, koji je navodno bio veoma pristao muškarac. Njihova je kći bila Hildegarda Burgundska.